# Mayersville
Mayersville är administrativ huvudort i Issaquena County i delstaten Mississippi. Enligt 2020 års folkräkning hade Mayersville 433 invånare.